# Salpa aspera
Salpa aspera är en ryggsträngsdjursart som beskrevs av Adelbert von Chamisso 1819. Salpa aspera ingår i släktet Salpa och familjen bandsalper. Inga underarter finns listade i Catalogue of Life.